# Монастирець (Журавненська селищна громада)
Монастире́ць — село в Україні, у Стрийському районі Львівської області. Населення становить 1036 осіб. Орган місцевого самоврядування — Журавненська селищна рада. В селі знаходиться   дерев'яна церква св. Миколи.

## Назва
На початку ХІІІ ст. татари прийшли на наші землі. Дізнавшись про небезпеку, люди, які жили тоді на правому березі Дністра, втекли до лісу. Коли татари зруйнували село, жителі повернулись до своїх домівок, яких уже не було. Деякі залишились на старому місці, а інші відійшли кілька кілометрів на південний захід та заснували село, яке на честь зруйнованого монастиря назвали Монастирець.

## Географія
Село розташоване на південний схід від м. Львова, на кордоні з Івано-Франківською областю на межі Східно-Європейської платформи і Передкарпатського передового прогину. Територія села займає Свічо-Дністровську рівнину і частину Прикарпатської височини. Рельєф пересічений балками. Корисних копалин на території небагато. Для місцевих потреб використовуються глина, пісок, галька. Клімат села — помірно-континентальний.
Територією села протікає потік Вільшинка, який є правим допливом Дністра. Він витікає з лісу Вигода на відстані 1,5 кілометри від села. Довжина потоку 5 кілометрів.
Через село проходить дорога Розвадів-Калуш, а з центру села розходяться дороги в сусідні села: Буянів, Протеси, Старе Село, Довгу Войнилівську.

## Населення

### Мова
Розподіл населення за рідною мовою за даними перепису 2001 року:
| Мова       | Кількість | Відсоток |
| ---------- | --------- | -------- |
| українська | 1033      | 99.71%   |
| російська  | 2         | 0.19%    |
| румунська  | 1         | 0.10%    |
| Усього     | 1036      | 100%     |

## Історія
Вперше згадується село 8 квітня 1448 року в книгах галицького суду.
Згадується як Монастирець Острів (Manastrycz Insula) 11 вересня 1468 року в книгах галицького суду.

## Політика

### Парламентські вибори, 2019
На позачергових парламентських виборах 2019 року у селі функціонувала окрема виборча дільниця № 460407, розташована у приміщенні школи.
Результати
- зареєстровано 673 виборці, явка 62,26 %, найбільше голосів віддано за «Слугу народу» — 26,01 %, за «Європейську Солідарність» — 21,00 %, за «Голос» — 16,23 %.[6] В одномандатному окрузі найбільше голосів отримав Мар'ян Калин (Народний рух України) — 38,55 %, за Андрія Кота (самовисування) — 29,16 %, за Володимира Наконечного (Слуга народу) — 11,57 %[7].

## Церква
Церква у Монастирці збудована в 1814 р. і є найстаршою зі збережених дерев'яних церков у південній частині Жидачівщини (на південь від річок Свіча і Дністер). У міжвоєнний час ХХ ст. гонтове покриття замінили бляшаним. 1 червня 2009 р. в селі освятили наріжний камінь під будівництво нової мурованої церкви, будівництво якої ще триває. Церква в користуванні громади УГКЦ.

## Спорт
У 2003 році створено футбольну команду «ФК Монастирець».

## Пам'ятки
- Церква Святого Миколая[d];
- Дзвіниця церкви Святого Миколая[d];

## Постаті
- Тадеуш Гжебеньовський[pl] (пол. Tadeusz Grzebieniowski; 1894–1973) — польський історик англійської літератури, професор Лодзького та Варшавського університетів.
- Гудак Василь Андрійович (1941—2023) — майстер художньої кераміки, мистецтвознавець, професор.
- Брич Василь Ярославович (1963) — вчений у галузі економіки, доктор економічних наук, професор, академік Академії економічних наук, директор навчально-наукового інституту інноваційних освітніх технологій Тернопільського національного економічного університету.
- Попович Володимир Васильович (1989—2014) — молодший сержант Міністерства внутрішніх справ України, учасник російсько-української війни.
- Гудак Роман Семенович (1992) — український футболіст.